# Luise Herrmann-Ries

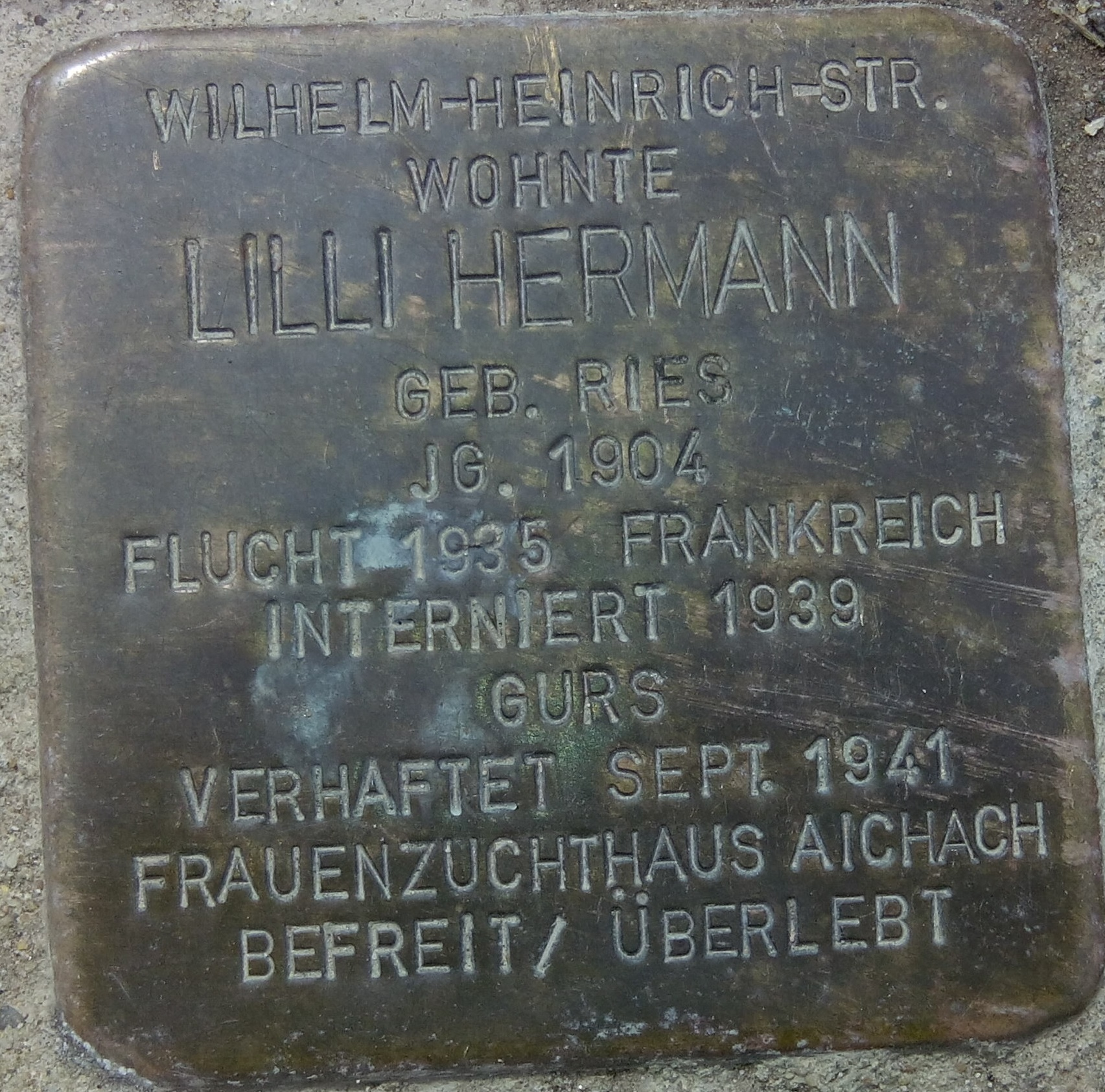
Stolperstein von Luise Herrmann-Ries

Luise Herrmann-Ries (* 13. Februar 1904 in Altenkessel; † 17. Januar 1971 in Neunkirchen) war eine deutsche Politikerin (KPD) und Frauenrechtlerin.

## Leben
Nach der Volksschule arbeitete sie zunächst als Hausgehilfin und Verkäuferin. Über ihren Ehemann, das KPD-Mitglied Willi Herrmann, kam sie in Berührung mit dessen Partei und trat ihr 1931 bei. Bereits zuvor hatte sie sich im Bund werktätiger Frauen politisch für die Frauenrechte engagiert. Im Jahr 1932 wurde sie in den vierten Landesrat des Saargebietes gewählt; sie war dort – nach Elisabeth Hallauer (1922–1924) – das zweite und letzte weibliche Mitglied.
Im Vorfeld der Saarabstimmung 1935 setzte sie sich gegen die Wiedereingliederung des Saargebietes ins Deutsche Reich ein. Nachdem am 13. Januar 1935 die große Mehrheit der Saareinwohner für eine Rückkehr „heim ins Reich“ stimmte, emigrierte sie nach Frankreich.
Von 1935 bis 1937 besuchte sie mit ihrem Mann die Internationale Lenin-Schule in Moskau. Zurück in Frankreich wurde sie von Mai 1940 bis Juni 1941 interniert und anschließend im September 1941 von der Gestapo festgenommen. Im Mai 1942 verurteilte man sie zu einer viereinhalbjährigen Zuchthausstrafe, so dass sie bis Kriegsende inhaftiert war. Ihr Mann starb im Zuchthaus.
Nach dem Krieg war Herrmann-Ries nicht mehr politisch aktiv.